# Campionati del mondo di ciclismo su strada 2008 - Cronometro femminile Elite
La cronometro individuale femminile Elite dei Campionati del mondo di ciclismo su strada 2008 fu corsa il 24 settembre a Varese, in Italia, per un percorso totale di 25,15 km. Fu vinta dalla statunitense Amber Neben, che terminò la gara in 33'51"35.

## Percorso
Era lo stesso percorso della gara in linea del campionato del mondo del 1951. Partenza ed arrivo al Cycling Stadium di viale Ippodromo: da Varese si passava sotto il Sacro Monte e si proseguiva verso Brinzio. Da qui se deviava verso Bedero Valcuvia e si percorreva la Valganna fino ad Induno Olona, da cui si rientrava al Cycling Stadium per un totale di 25 150 km.

## Squadre e corridori partecipanti
| Gruppo 1 | Gruppo 1          | Gruppo 1 | Gruppo 2 | Gruppo 2                    | Gruppo 2 | Gruppo 3 | Gruppo 3              | Gruppo 3 | Gruppo 4 | Gruppo 4           | Gruppo 4 |
| -------- | ----------------- | -------- | -------- | --------------------------- | -------- | -------- | --------------------- | -------- | -------- | ------------------ | -------- |
| 43       | Kathryn Bertine   | 41º      | 32       | Pascale Schnider            | 22º      | 21       | Grete Treier          | 27º      | 10       | Linda Villumsen    | 10º      |
| 42       | Anna Zugno        | 36º      | 31       | Eneritz Iturriagaechevarria | 32º      | 20       | Emma Johansson        | 14º      | 19       | Emma Pooley        | 8º       |
| 41       | Heather Wilson    | 42º      | 30       | Mayuko Hagiwara             | 35º      | 19       | Charlotte Becker      | 9º       | 8        | Jeannie Longo      | 13º      |
| 40       | Anne Samplonius   | 11º      | 29       | Olivia Dillon               | 39º      | 18       | Kirsten Wild          | 25º      | 7        | Susanne Ljungskog  | 7º       |
| 39       | Martina Růžičková | 18º      | 28       | Regina Bruins               | 21º      | 17       | Alexis Rhodes         | 24º      | 6        | Bridie O'Donnell   | 23º      |
| 38       | An Van Rie        | 29º      | 27       | Julie Beveridge             | 17º      | 16       | Edwige Pitel          | 26º      | 5        | Karin Thürig       | 6º       |
| 37       | Hanna Talkanitsa  | 40º      | 26       | Vicki Whitelaw              | 16º      | 15       | Marta Vilajosana      | 30º      | 4        | Christine Thorburn | 12º      |
| 36       | Polona Batangelj  | 43º      | 25       | Elena Berlato               | 37º      | 14       | Amber Neben           | 1º       | 3        | Ellen van Dijk     | 20º      |
| 35       | Bogumiła Matusiak | 38º      | 24       | Trine Schmidt               | 31º      | 13       | Daiva Tušlaitė        | 34º      | 2        | Christiane Soeder  | 2º       |
| 34       | Jarmila Machačová | 28º      | 23       | Тat'jana Аntošina           | 4º       | 12       | Aleksandra Burčenkova | 33º      | 1        | Kristin Armstrong  | 5º       |
| 33       | Sharon Laws       | 19º      | 22       | Diana Žiliūtė               | 15º      | 11       | Judith Arndt          | 3º       |          |                    |          |

## Resoconto degli eventi
La statunitense Amber Neben conquistò la medaglia d'oro, coprendo i 25 km del difficile percorso in 33'51"35 con una media di 44,571 km/h. Dominò la prima parte di gara, transitando sempre in testa fino a Ganna, e nella seconda parte concesse qualche secondo all'austriaca Christiane Soeder, giunta al traguardo con un distacco di quasi 8 secondi. Terza la tedesca Judith Arndt. Le due principali favorite, la statunitense Kristin Armstrong e la svizzera Karin Thürig, si piazzarono al 5º e 6º posto, mentre la sempre verde Jeannie Longo, quasi cinquantenne, arrivò tredicesima ad 1'20" dalla medaglia d'oro.

## Classifica (Top 10)
| Pos. | Corridore         | Squadra       | Tempo     |
| ---- | ----------------- | ------------- | --------- |
| 1    | Amber Neben       | Stati Uniti   | 33'51"35  |
| 2    | Christiane Soeder | Austria       | a 7"56    |
| 3    | Judith Arndt      | Germania      | a 21"77   |
| 4    | Тat'jana Аntošina | Russia        | a 23"39   |
| 5    | Kristin Armstrong | Stati Uniti   | a 25"27   |
| 6    | Karin Thürig      | Svizzera      | a 29"99   |
| 7    | Susanne Ljungskog | Svezia        | a 57"38   |
| 8    | Emma Pooley       | Gran Bretagna | a 57"52   |
| 9    | Charlotte Becker  | Germania      | a 1'03"32 |
| 10   | Linda Villumsen   | Danimarca     | a 1'05"53 |